# 加彭奧林匹克委員會
加蓬奧林匹克委員會（Gabon Olympic Committee）是加蓬的國家奧林匹克委員會。該組織成立於1965年，是國際奧委會和非洲國家奧林匹克委員會聯合會的成員。1972年，首次派員參加在西德慕尼黑的夏季奧運會。
現時，加蓬奧林匹克委員會的總部設在首都利伯維爾，主席是Mr Léon Louis Folquet。

## 資料來源
1. ↑  .   [2014-04-10]. （原始内容存档于2009-02-20）.